# Maxim Gaudette
Pour les articles homonymes, voir Gaudette.
Maxim Gaudette est un acteur québécois né le 8 juin 1974. 

## Biographie
Il est le fils de l'ancien joueur de hockey sur glace des Nordiques de Québec, André Gaudette.
Maxim Gaudette a effectué ses études secondaires à l'école du Triolet, à Sherbrooke avant d'être diplômé du Conservatoire d'art dramatique de Montréal, promotion 1997.

## Filmographie
- 1996 : Virginie (série télévisée) : Éric Pouliot
- 1998 : 2 secondes : Ex-amant
- 2000 : Le Chapeau ou L'histoire d'un malentendu
- 2000 : Les Fantômes des trois Madeleine
- 2001 : Fortier (série télévisée) : Maxime Dupont
- 2001 : Le Cœur découvert (série télévisée)
- 2004 : L'Espérance : Gabriel
- 2005 : L'Héritière de Grande Ourse (série télévisée) : Germain
- 2005 : Sans elle : Solo
- 2006 : Cheech : Alexis
- 2006 : Lance et compte (série télévisée) : Michel
- 2007 : Les 3 P'tits Cochons : Hugo
- 2007 : Super Phoenix : Fiancé
- 2008 : Le Grand Départ : Invité au vernissage
- 2008 : L'Auberge du chien noir (série télévisée) : Olivier Marcoux
- 2009 : Polytechnique : Marc Lépine Le tueur
- 2010 : Incendies : Simon
- 2010 - 2012 : Les Rescapés (série télévisée) : Charles Boivin
- 2013 : Lac Mystère : Éric L'Heureux / Fred Moreau
- 2015 : Les Êtres chers : David
- 2016 : District 31 : Benoît Paquette (4 épisodes)
- 2016 : 9, le film, sketch Halte routière d'Érik Canuel : Yves, camionneur
- 2018 : Le Jeu (série télévisée, 2018) : Alexis
- 2019 - 2022 : 5e rang (série télévisée) : Frédéric Longpré
- 2022 : Confessions : Rodrigue «Rod» Lemay

## Récompenses et nominations

### Récompenses

#### Prix Gémeaux
- 2012 : Meilleure interprétation rôle de soutien masculin dans un téléroman pour L'auberge du chien noir.

#### Prix Génie
- 2010 : Meilleur acteur dans un second rôle pour Polytechnique.

#### Prix Jutra
- 2010 : Meilleur acteur dans un second rôle pour Polytechnique.